# Forces spéciales égyptiennes

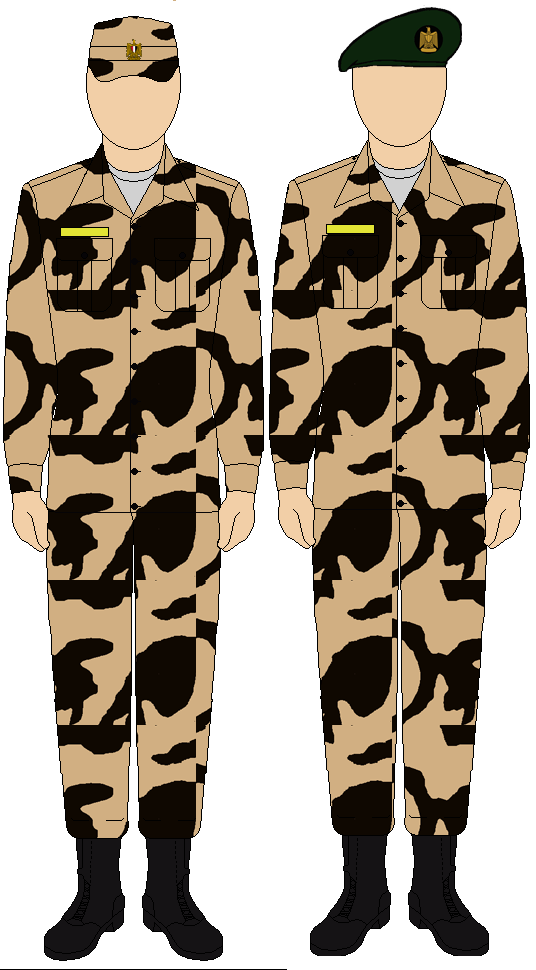
Camouflage

Les forces spéciales égyptiennes du Commandement des forces spéciales sont formées et équipées, entre autres, par le département de la Défense des États-Unis qui organise tous les deux ans une opération appelée « Bright Star », une grande manœuvre qui se déroule sur le territoire égyptien avec la participation d’environ 25 000 militaires venant des États-Unis.
Ces forces spéciales sont composées d'environ 15 000 personnes dont les unités de contre-terrorisme 333, 777 et 999.

## Historique
Le premier régiment de parachutistes égyptien est formée en 1953-1954. Il formera une brigade en 1958. Elle est déployée pendant la crise congolaise au sein de l'Opération des Nations unies au Congo.
La première unité de para-commando égyptienne est créée en 1959 avec l'aide de l'Union des républiques socialistes soviétiques, elle est déployée à partir de 1963 à 1967 dans la guerre du Yémen. En 1969, les unités commando et de parachutistes sont combinées dans un commandement des forces spéciales et les unités individuelles sont renommées « éclair ».

### Unité 777
En 1978, l'unité 777 est fondée à partir des forces Sa'ka, une brigade de commando de l’armée de terre égyptienne. En 2009, on estime son effectif à 230 militaires.
En 2008, cent cinquante membres des forces spéciales égyptiennes de l’unité « éclair » ont été envoyés au Soudan pour libérer dix-neuf otages retenus captifs pendant dix jours dans le Sahara.
En janvier 2012, des forces spéciales égyptiennes de la Mission de l'Organisation des Nations unies pour la stabilisation en république démocratique du Congo (MONUSCO) ont été déployées dans le territoire de Shabunda.

### Unité 333
L'unité 333 est une unité de libération d'otages basée au sud du Caire disposant, selon un livre de 2011, de 120 personnes. Opérant à l'intérieur de l’Égypte, elle dépend depuis 1984 de la Sécurité d'État de ce pays.